# Idaea miserrima
Idaea miserrima är en fjärilsart som beskrevs av Turati 1930. Idaea miserrima ingår i släktet Idaea och familjen mätare. Inga underarter finns listade i Catalogue of Life.